# サハリン航空

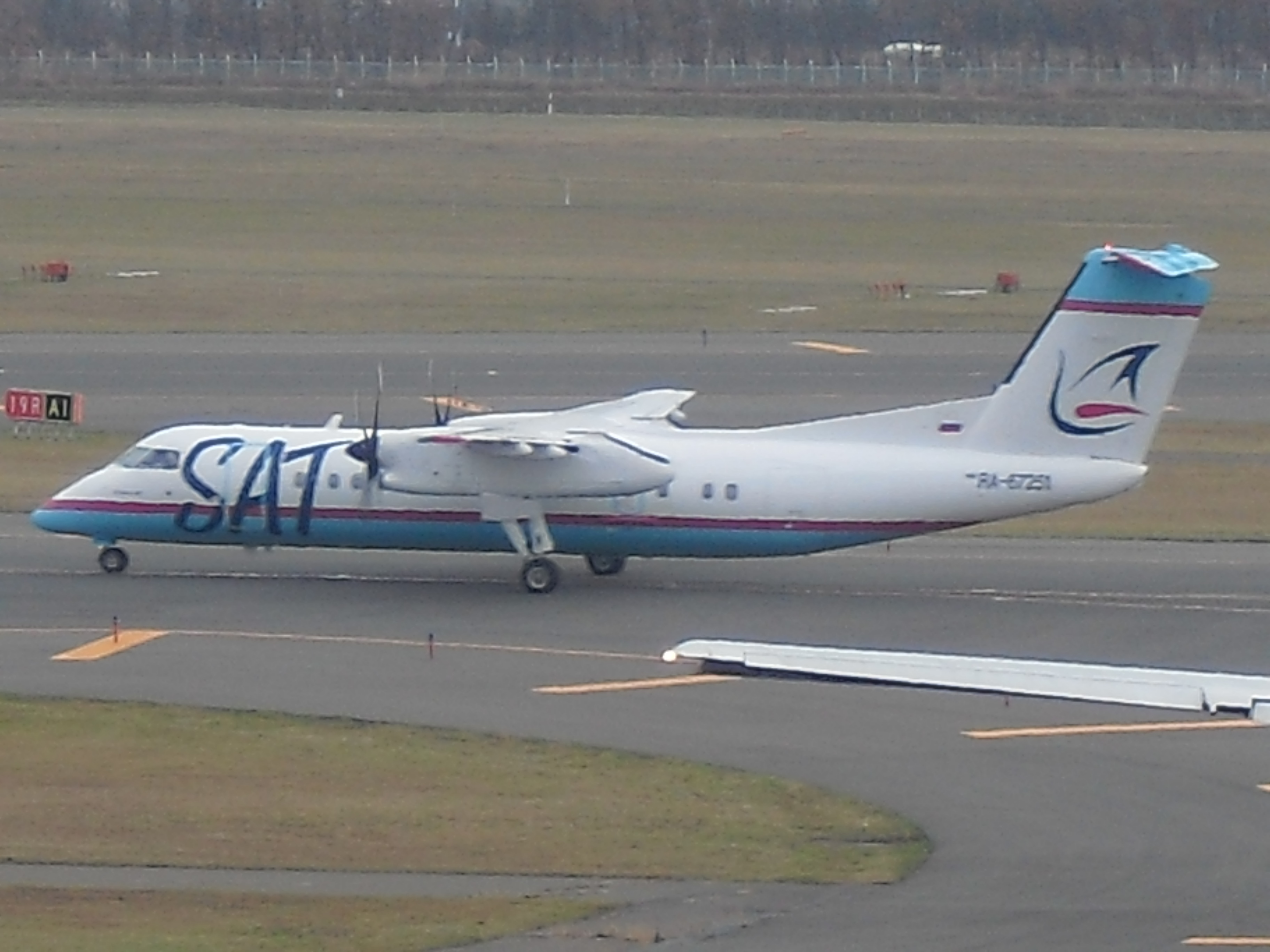
サハリン航空塗装のDHC-8-300

サハリン航空（サハリンこうくう、ロシア語：Сахалинские авиатрассы、ローマ字転写Sakhalinskie Aviatrassy、英語：SAT Airlines）は、かつて存在したロシア連邦の国際航空会社である。

2013年9月、同じアエロフロート傘下、ウラジオストク航空と統合し会社名を 「オーロラ」に変更される事が発表され、同年11月に実施された。

## 概要
1992年にサハリン州が出資して設立された。1994年に、アエロフロートに運航を委託する形で、初の国際路線となる函館線を開設、1999年に自社機材による運航を開始、
2001年には、念願の札幌（千歳）線を開設した。
日本路線には、当初は36人乗り双発ターボプロップ機であるアントノフAn-24を使用し、その後は同じく双発ターボプロップのDHC-8-100、またはボーイング社のジェット機である737-200を使用している。同社のDHC-8は、日本の国際路線に就航する唯一のプロペラ機である。
An-24型機については、TCAS等の装備を義務付けた2007年1月1日施行の改正航空法施行規則に基づく安全基準を満たせないために函館線から撤退、現在はボーイング737-200にて運航されている。
新千歳空港からユジノサハリンスク空港まで1時間ないしは1時間30分で結び、機内ではサンドイッチと飲料が供される。国内線乗り継ぎでウラジオストクやサハリン北部の中心都市オハに行ける。札幌線のみならず、サハリンプロジェクト（サハリン油田）関連の利用も多い。

## マイレージ
SATclubという独自のマイレージを持っている。1フライトごとに一定のポイントが貯まる仕組みとなっており、例えば6500ポイントで、新千歳～ユジノサハリンスクを往復することができる。

## 就航路線
2010年12月現在。

### 国内線定期便
- ユジノサハリンスク～ハバロフスク、ウラジオストク、オハ（サハリン北部の中心都市。油田を採掘中）、シャフチョルスク（サハリン西海岸の都市。日本名は塔路）、コムソモルスク・ナ・アムーレ（運休中。ハバロフスク北方のアムール川沿いの街）、ブラゴヴェシチェンスク （中国国境にある黒龍江沿いの街）、ブレヴェスニク （運休中。択捉島にある村、日本名は天寧）、ユジノクリリスク （運休中。国後島の中心都市。日本名は古釜布）
- ハバロフスク～オハ、マガダン（オホーツク海沿いの海港都市）、ペトロパヴロフスク・カムチャツキー

### 国際線定期便
- ユジノサハリンスク～　札幌
- ハバロフスク～　札幌
- ユジノサハリンスク～　ソウル
- ユジノサハリンスク～　釜山（運休中）
- ユジノサハリンスク～　ハルビン
- ユジノサハリンスク～　大連（運休中）

## 保有機材
サハリン航空の機材は以下の航空機で構成される （2006年7月現在）：
- ボーイング737-500 1機
- ボーイング737-200 2機
- ボンバルディアDHC-8-200 3機
- アントノフAn-12（貨物機） 3機

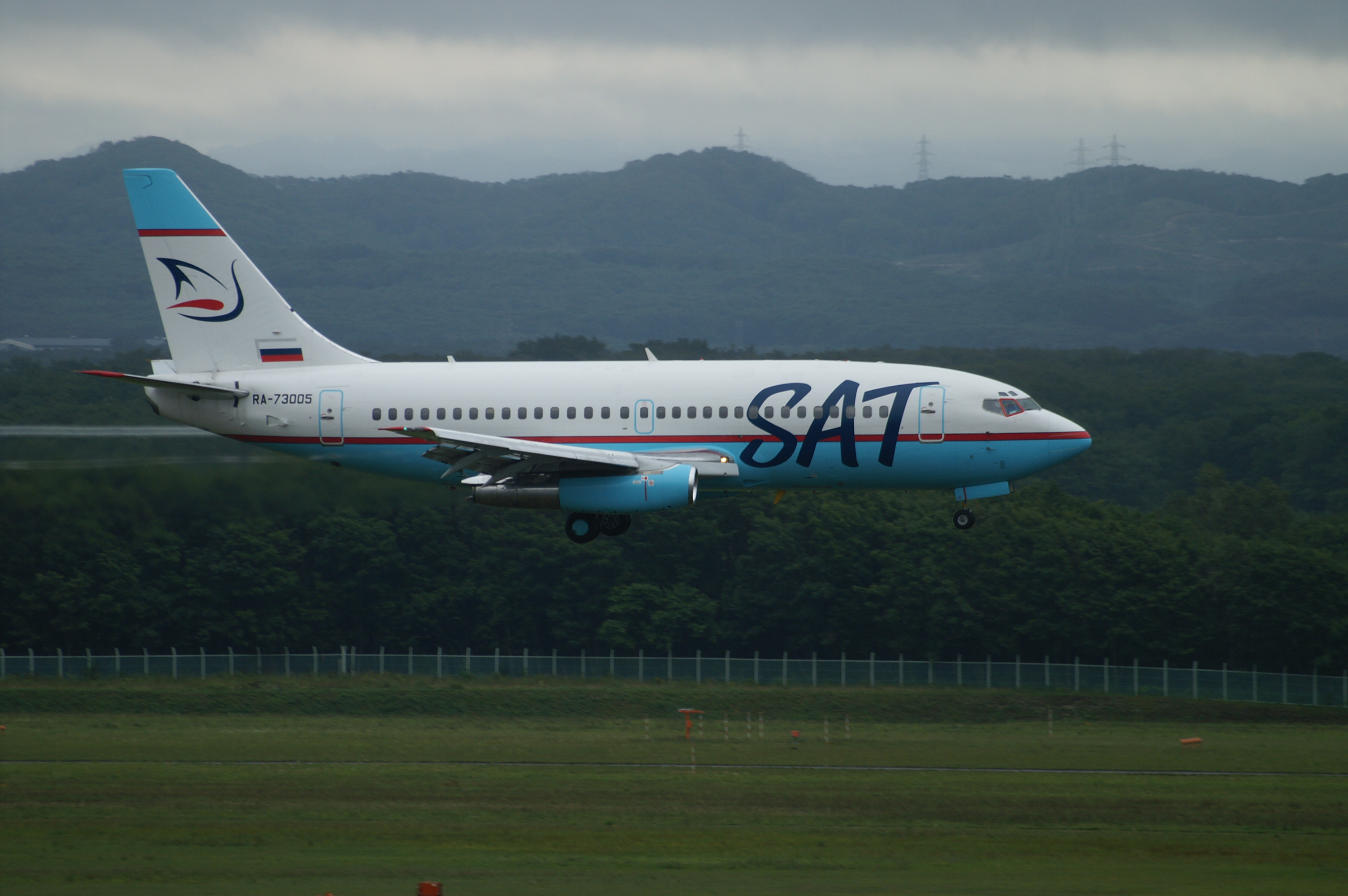
ボーイング737-205 (RA-73005)
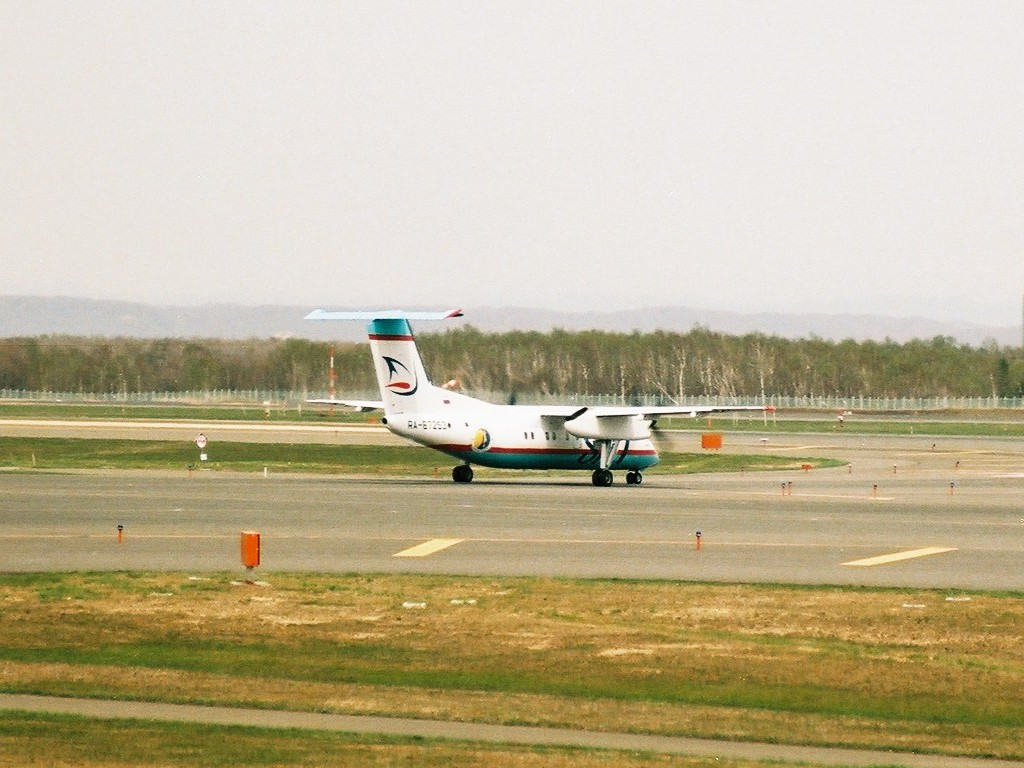
DHC-8-102 (RA-67253)
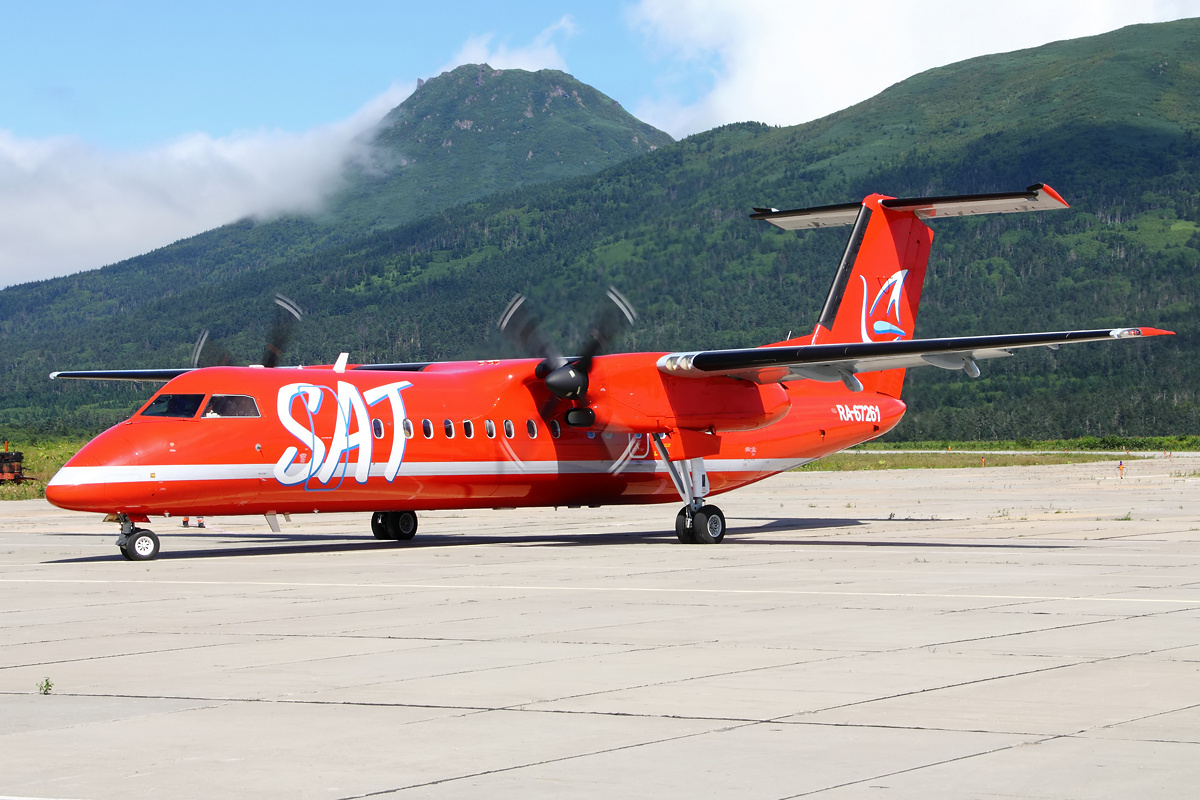
赤い塗装のDHC-8-315 (RA-67261)
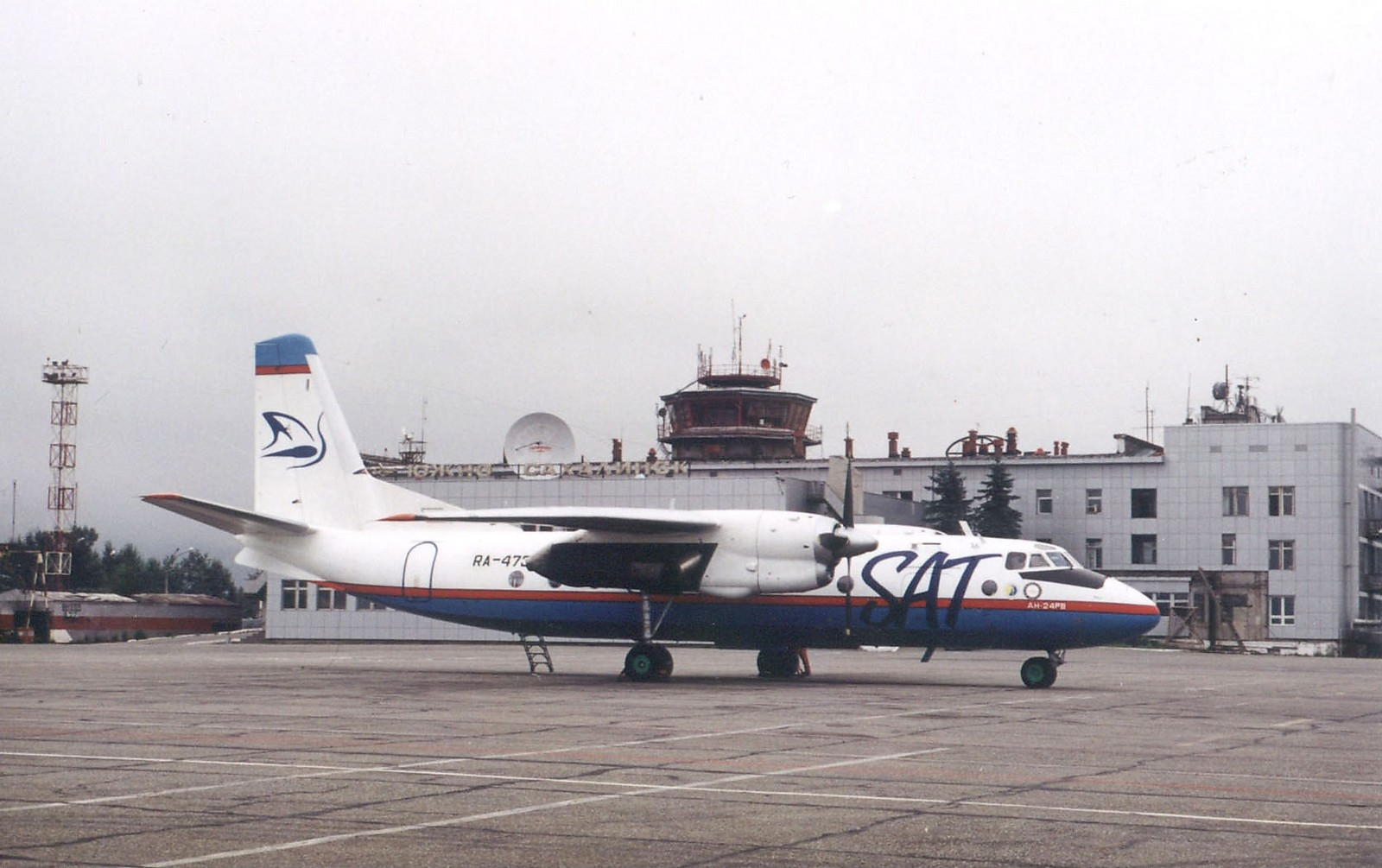
An-24RV (RA-47366)

### 過去の運航機材
- イリューシンIl-62